# 22656 Aaronburrows
22656 Aaronburrows è un asteroide della fascia principale. Scoperto nel 1998, presenta un'orbita caratterizzata da un semiasse maggiore pari a 2,4691500 au e da un'eccentricità di 0,1664006, inclinata di 3,11057° rispetto all'eclittica.
L'asteroide è dedicato allo studente statunitense Aaron Phillip Burrows.